# Patchelma
Patchelma (Па́челма) est une commune urbaine de Russie située dans l'oblast de Penza. Elle comprenait 6 994 habitants en 2021.

## Géographie
La localité se trouve à 110 km à l'ouest à vol d'oiseau de Penza, la capitale régionale, non loin de la petite rivière Patchelma, affluent droit de la Vorona.
Patchelma est le siège administratif du raïon (arrondissement) de Patchelma et de l'établissement urbain du même nom.

## Histoire
Patchelma existe depuis 1874, lorsqu'une gare est ouverte sur la ligne Morchansk-Penza-Syzran. Patchelma devient le siège administratif du nouvel arrondissement du même nom, le 16 juillet 1928. La localité obtient le statut de commune urbaine en 1948.

### Population
| Année | Habitants |
| ----- | --------- |
| 1897  | 536       |
| 1926  | 4025      |
| 1939  | 5787      |
| 1959  | 10928     |
| 1970  | 8233      |
| 1979  | 9113      |
| 1989  | 9466      |
| 2002  | 8735      |
| 2010  | 8053      |
| 2014  | 8019      |
| 2018  | 7718      |
| 2021  | 6994      |

## Transport
Patchelma se trouve au kilomètre 565 de la ligne (gare ouverte en 1874) Moscou-Riajsk-Penza-Syzran.
La localité est située sur la route régionale 58K-360, à 30 km au nord-est de Nijni Lomov sur la M5 Oural Moscou-Tcheliabinsk, et mène à Bachmakovo au sud-ouest. En direction du sud-est, il y a une connexion via la 58K-296 vers la ville de Kamenka, à 50 km au sud-est, sur la route fédérale R208 Tambov-Belinski-Penza.